# Telestrony
Telestrony – handlowa nazwa teletekstu nadawanego wraz z sygnałem w wybranych stacjach należących do TVN. W Telestronach znajdują się m.in.: fakty z kraju i ze świata, prognoza pogody, wiadomości sportowe, rozrywka (m.in. repertuar Multikina, już wycofane), ogłoszenia, program, filmy i zabawy interaktywne – takie jak Czaty SMS.
Na Telestronach zamieszczone są także regulaminy różnego typu gier i teleturniejów TVN, program telewizyjny, opisy programów, poradniki, horoskopy, podstrony tematyczne, ogłoszenia drobne, życzenia i podstrony dla dzieci. Dziennie na Telestrony zaglądało ponad pół miliona ludzi.
W ramach Telestron występują interaktywne strony teletekstu pozwalające na dynamiczna zmianę ich treści pod wpływem interakcji z widzem np. za pośrednictwem wiadomości SMS Premium.
Telestrony posiadają stacje: TVN, TVN 7, TVN Turbo, iTVN i TVN Style a dawniej także TVN Gra, TVN Warszawa i Mango 24.
Podczas akcji Media bez wyboru 10 lutego 2021 funkcjonowanie Telestron zostało ograniczone do ramówek stacji, na których nadawały, i napisów dla niesłyszących. Po zakończeniu akcji pełnego funkcjonowania Telestron nie wznowiono, pozostawiając je w takiej samej postaci, w jakiej były w dzień trwania tej akcji. Ramówki stacji z Telestronami są nadal aktualizowane.

## Lista Telestron

### Współczesne
- TVN
- TVN 7
- TVN Turbo
- TVN Style
- iTVN

### Dawne
- TVN Gra
- TVN Warszawa
- Mango 24